# Oldsagskommissionen
Oldsagskommissionen (Den kongelige Commission til Oldsagers Opbevaring) blev nedsat 22. maj 1807 og skulle sikre bevaringen af de vigtigste oldtidsminder og tage vare på de arkæologiske fund.
Initiativet til kommissionen kom fra Rasmus Nyerup, der i 1805 havde konstateret, at mange historiske fortidsminder på hans barndomsegn ved Nyrup på Fyn var forsvundet, siden han var barn. En af Oltidskommissionens første handlinger var i 1808 at udsende 12 spørgsmål til alle landets præster for at få et overblik over, hvilke historiske fortidsminder der fandtes. Metoden var grundlæggende den samme, som Ole Worm tidligere havde anvendt. På baggrund af indberetningerne blev cirka 200 fortidsminder fredet i perioden 1809-1811. Det drejede sig primært om dysser, jættestuer og gravhøje.
11. december 1816 afløste Christian Jürgensen Thomsen Rasmus Nyerup som sekretær for kommissionen. Under ham blev der ryddet op i samlingerne, og Det Kgl. Museum for Nordiske Oldsager åbnede for offentligheden i 1819.
Indberetningerne til kommissionen var en vigtig forløber for Sognebeskrivelsen, der blev påbegyndt i 1873, og Oldnordisk Museum blev en grundstamme i Nationalmuseet fra dettes oprettelse i 1892.